# المتاف
ال متاف یک منطقهٔ مسکونی در امارات متحده عربی است که در رأس‌الخیمه واقع شده‌است.

## خصوصیات
ال متاف ۱۹ متر بالاتر از سطح دریا واقع شده‌است.